# Tony Kushner
Anthony Robert "Tony" Kushner (Nueva York; 16 de julio de 1956) es un dramaturgo y guionista estadounidense, galardonado con el Premio Pulitzer en 1992 por su obra Ángeles en América: una fantasía (Angels in America: A Gay Fantasia on National Themes), y coautor, junto a Eric Roth del guion de la película, Múnich dirigida por Steven Spielberg en 2005.

## Vida y carrera
Nació en Manhattan, Nueva York, hijo del clarinetista y director de orquesta judío William Kushner y de la bajista Sylvia Deutscher. Poco después de su nacimiento la familia se mudó a Lake Charles, Luisiana, en donde transcurrió su infancia. Durante los estudios de secundaria Kushner alcanzó una cierta fama en los concursos de debate. Kushner se mudó a Nueva York en 1974 para continuar su educación en la Universidad de Columbia, en la que se graduó en estudios medievales en 1978. Estudió dirección en Universidad de Nueva York hasta 1984. Allí, durante los veranos de 1978 a 1981 dirigió dos tempranas obras de su propia autoría (Masque of Owls e Incidents and Occurrences During the Travels of the Tailor Max) así como obras de Shakespeare ("El Sueño de Una Noche de Verano" y "La Tempestad") para los niños que asistían al Programa para Niños con Talento (Governor's Program for Gifted Children (GPGC)) en Lake Charles. En 2008, recibió el título honorífico de Doctor en Letras del Doctor of Letters from SUNY Purchase College.
La obra más conocida de Kushner es Ángeles en América: una fantasía (una obra en dos partes: Millennium Approaches y Perestroika), una historia épica de siete horas sobre la epidemia del SIDA en el Nueva York de la era Reagan. La obra fue posteriormente adaptada para una miniserie para la cual el propio Kushner escribió el guion. Otros trabajos suyos incluyen Hydriotaphia, Slavs!: Thinking About the Longstanding Problems of Virtue and Happiness, A Bright Room Called Day, Homebody/Kabul, y el libreto del musical Caroline, or Change. Su nueva traducción de Madre Coraje y sus Hijos de Bertolt Brecht fue llevada a escena en el Delacorte Theater en el verano de 2006, siendo representada por Meryl Streep y dirigida por George C. Wolfe. Kushner ha adaptado igualmente otras obras como El alma buena de Szechwan de Bertolt Brecht, La ilusión de Corneille, y la pieza teatral The Dybbuk de S. Ansky.
Kushner últimamente se ha introducido en el mundo del cine. Ha coescrito el guion de Múnich, la película producida y dirigida por Steven Spielberg de 2005.
En enero de 2006, un documental sobre Kushner titulado Wrestling With Angels ("Luchando con Ángeles") fue exhibido en el Festival de Sundance Sundance Film Festival. El film fue dirigido por Freida Lee Mock. Actualmente se encuentra trabajando de nuevo con Spielberg, escribiendo el guion para una nueva película sobre el complejo personaje de Abraham Lincoln.
Kushner es conocido por las constantes revisiones que hace de sus textos y la larga gestación (a veces durante años) de su piezas. Tanto "Ángeles en América: Perestroika" como Homebody/Kabul fueron significativamente revisadas incluso después de haber sido ya publicadas. Su última obra finalizada, la obra teatral The Intelligent Homosexual's Guide to Capitalism and Socialism with a Key to the Scriptures, fue concebida inicialmente como una novela, hace más de una década.

## El estilo de Kushner
Las obras y los guiones de Kushner son a menudo una ruptura con el realismo típico, experimentando con la narración convencional a partir de episodios más cortos de lo habitual. Por ejemplo, las obras conjuntas de "Ángeles en América" contienen entre todas casi 50 escenas. Sus diálogos, condensados y realzados compactan la acción en concisos e impactantes estallidos. También se muestra eficaz en una estructura más tradicional y larga; tres de los actos en "Perestroika" son escenas largas y únicas. Pero no tiene miedo de emplear momentos espectaculares y extraordinarios, difíciles de representar. Por ejemplo: también en "Ángeles en América" podemos ser testigos de la aparición a medianoche de un ángel o de la aparición, a plena luz del dúa, del heraldo de una Revelación bíblica. Sus obras A Bright Room Called Day, y The Illusion, su adaptación de 1990 de L'illusion Comique de Pierre Corneille, están inicialmente escritas en verso, demostrando un amor casi shakesperiano hacia la poesía. En cualquier caso, sus temas son siempre actuales, y, como Henrik Ibsen, crea historias que dan lugar al debate sobre temas sociales, en lugar de limitarse a ser meras "comedias de enredo".

## Vida personal
Kushner y su pareja desde hace tiempo, Mark Harris, editor de Entertainment Weekly y autor de Pictures at a Revolution - Five Movies and the Birth of the New Hollywood celebraron su boda en abril de 2003.

### Obras
- The Age of Assassins, New York, Newfoundland Theatre, 1982.
- La Fin de la Baleine: An Opera for the Apocalypse, New York, Ohio Theatre, 1983.
- The Heavenly Theatre, produced at New York University, Tisch School of the Arts, 1984.
- The Umbrella Oracle, Martha's Vineyard, The Yard, Inc..
- Last Gasp at the Cataract, Martha's Vineyard, The Yard, Inc., 1984.
- Yes, Yes, No, No: The Solace-of-Solstice, Apogee/Perigee, Bestial/Celestial Holiday Show, produced in St. Louis, Missouri, Imaginary Theatre Company, Repertory Theatre of St. Louis, 1985, published in Plays in Process, 1987.
- Stella (adapted from the play by Johann Wolfgang von Goethe), produced in New York City, 1987.
- A Bright Room Called Day, produced in New York, Theatre 22, 22 April 1985; San Francisco, Eureka Theatre, October 1987; London, Bush Theatre, 1988), Broadway Play Publishing, 1991.
- In Great Eliza's Golden Time, produced in St. Louis, Missouri, Imaginary Theatre Company, Repertory Theatre of St. Louis, 1986.
- Hydriotaphia, produced in New York City, 1987 (based on the life on Sir Thomas Browne)
- The Illusion (adapted from Pierre Corneille's play L'Illusion comique; produced in New York City, 1988, revised version produced in Hartford, CT, 1990), Broadway Play Publishing, 1991.
- In That Day (Lives of the Prophets), New York University, Tisch School of the Arts, 1989.
- (With Ariel Dorfman) Widows (adapted from a book by Ariel Dorfman), produced in Los Ángeles, CA, 1991.
- Angels in America: A Gay Fantasia on National Themes, Part One: Millennium Approaches (produced in San Francisco, 1991), Hern, 1992.
- Angels in America: A Gay Fantasia on National Themes, Part Two: Perestroika, produced in New York City, 1992.
- Angels in America: A Gay Fantasia on National Themes (includes both parts), Theatre Communications Group (New York, NY), 1995.
- Slavs! Thinking About the Longstanding Problems of Virtue and Happiness, Theatre Communications Group, 1995.
- Reverse Transcription: Six Playwrights Bury a Seventh, A Ten-Minute Play That's Nearly Twenty Minutes Long, Louisville, Humana Festival of New American Plays, Actors Theatre of Louisville, March 1996.
- A Dybbuk, or Between Two Worlds (adapted from Joachim Neugroschel's transation of the original play by S. Ansky; produced in New York City at the Joseph Papp Public Theater, 1997), Theatre Communications Group, 1997.
- The Good Person of Szechuan (adapted from the original play by Bertolt Brecht), Arcade, 1997.
- (With Eric Bogosian and others) Love's Fire: Seven New Plays Inspired by Seven Shakespearean Sonnets, Morrow, 1998.
- Terminating, or Lass Meine Schmerzen Nicht Verloren Sein, or Ambivalence, in Love's Fire, Minneapolis, Guthrie Theater Lab, 7 de enero de 1998; New York: Joseph Papp Public Theater, 19 June 1998.
- Henry Box Brown, or the Mirror of Slavery, performed at the Royal National Theatre, London, 1998.
- Homebody/Kabul, first performed in New York City, 19 December 2001.
- Caroline, or Change (musical), first performed in New York at the Joseph Papp Public Theater, 2002.
- (Director)Ellen McLaughlin, Helen, produced at the Joseph Papp Public Theater, 2002.
- Only We Who Guard The Mystery Shall Be Unhappy, 2003.
- Translation with “liberties”—but purportedly “not an adaptation”—of Bertolt Brecht’s Mother Courage and Her Children (2006)[2]
- The Intelligent Homosexual's Guide to Capitalism and Socialism with a Key to the Scriptures Minneapolis, Guthrie Theater, 2009.
- Tiny Kushner, a performance of five shorter plays, premiered at the Guthrie Theater in Minneapolis, 2009[3]

### Libros
- A Meditation from Angels in America, HarperSan Francisco, 1994.
- Thinking about the Longstanding Problems of Virtue and Happiness: Essays, a Play, Two Poems, and a Prayer, Theatre Communications Group (New York, NY), 1995.
- Howard Cruse, Stuck Rubber Baby, introduction by Kushner (New York: Paradox Press, 1995).
- David B. Feinberg, Queer and Loathing: Rants and Raves of a Raging AIDS Clone, introduction by Kushner (New York: Penguin, 1995).
- David Wojnarowicz, The Waterfront Journals, edited by Amy Scholder, introduction by Kushner (New York: Grove, 1996).
- "Three Screeds from Key West: For Larry Kramer," in We Must Love One Another or Die: The Life and Legacies of Larry Kramer, edited by Lawrence D. Mass (New York: St. Martin's Press, 1997), pp. 191-199.
- Moises Kaufman, Gross Indecency, afterword by Kushner (New York: Vintage, 1997), pp. 135-143.
- Plays by Tony Kushner (New York: Broadway Play Publishing, 1999). Includes:
  - A Bright Room called Day
  - The Illusion
  - Slavs! Thinking About the Longstanding Problems of Virtue and Happiness
- Death & Taxes: Hydrotaphia, and Other Plays, Theatre Communications Group (New York, NY), 2000. Includes:
  - Reverse transcription
  - Hydriotaphia: or the Death of Dr. Browne, (adaptation of Hydriotaphia, Urn Burial (A fictitious, imaginary account of Sir Thomas Browne's character not based upon fact)
  - G. David Schine in Hell
  - Notes on Akiba
  - Terminating
  - East Coast Ode to Howard Jarvis
- Brundibar, illustrated by Maurice Sendak, Hyperion Books for Children, 2003.
- Peter's Pixie, by Donn Kushner, illustrated by Sylvie Daigneault, introduction by Tony Kushner, Tundra Books, 2003
- The Art of Maurice Sendak: 1980 to the Present, 2003
- Save Your Democratic Citizen Soul!: Rants, Screeds, and Other Public Utterances
- Wrestling with Zion: Progressive Jewish-American Responses to the Israeli-Palestinian Conflict, with Alisa Solomon, Grove, 2003.

### Ensayos
- "The Secrets of Angels". The New York Times, 27 March 1994, p. H5.
- "The State of the Theatre". Times Literary Supplement, 28 April 1995, p. 14.
- "The Theater of Utopia". Theater, 26 (1995): 9-11.
- "The Art of the Difficult". Civilization, 4 (August/September 1997): 62-67.
- "Notes About Political Theater," Kenyon Review, 19 (Summer/Fall 1997): 19-34.
- "Wings of Desire". Premiere, October 1997: 70.
- "Fo's Last Laugh--I". Nation, 3 November 1997: 4-5.
- "Matthew's Passion". Nation, 9 November 1998
- "A Modest Proposal". American Theatre, January 1998: 20-22, 77-89.
- "A Word to Graduates: Organize!". Nation, 1 July 2002.
- "Only We Who Guard The Mystery Shall Be Unhappy". Nation, 24 March 2003.

### Otros trabajos
- La Fin de la Baleine: An Opera for the Apocalypse, (opera) 1983
- St. Cecilia or The Power of Music, (opera libretto based on Heinrich von Kleist's eighteenth-century story Die heilige Cäcilie oder Die Gewalt der Musik, Eine Legende)
- Brundibar, (an opera in collaboration with Maurice Sendak)
- Múnich, a film by Steven Spielberg (2005) - screenplay (co-written by)

## Entrevistas
- Gerard Raymond, "Q & A With Tony Kushner," Theatre Week (20-26 de diciembre de 1993): 14-20.
- Mark Marvel, "A Conversation with Tony Kushner," Interview, 24 (febrero de 1994): 84.
- David Savran, "Tony Kushner," in Speaking on Stage: Interviews with Contemporary American Playwrights, edited by Philip C. Kolin and Colby H. Kullman (Tuscaloosa: University of Alabama Press, 1996), pp. 291-313.
- Robert Vorlicky, ed., Tony Kushner in Conversation (Ann Arbor: University of Michigan Press, 1998).
- Victor Wishna, "Tony Kushner," in In Their Company: Portraits of American Playwrights, Photographs by Ken Collins, Interviews by Victor Wishna (New York: Umbrage Editions, 2006).

## Premios y distinciones
Premios Óscar
| Año  | Categoría            | Película | Resultado |
| ---- | -------------------- | -------- | --------- |
| 2006 | Mejor guion adaptado | Múnich   | Nominado  |
| 2013 | Mejor guion adaptado | Lincoln  | Nominado  |

Awards
- 1993 Drama Desk Award Outstanding New Play – Angels in America: Millennium Approaches
- 1993 Pulitzer Prize for Drama – Angels in America: Millennium Approaches
- 1993 Tony Award for Best Play – Angels in America: Millennium Approaches
- 1994 Drama Desk Award Outstanding Play – Angels in America: Perestroika
- 1994 Tony Award for Best Play – Angels in America: Perestroika
- 2004 Emmy Award for Outstanding Writing for a Miniseries, Movie or a Dramatic Special, Angels in America
- 2007 Laurence Olivier Award for Best New Musical – Caroline, or Change
- 2008 Steinberg Distinguished Playwright Award

Nominations
- 2004 Drama Desk Award Outstanding Book of a Musical – Caroline, or Change
- 2004 Tony Award for Best Book of a Musical – Caroline, or Change
- 2004 Tony Award for Best Original Score – Caroline, or Change
- 2005 Golden Globe Award for Best Screenplay – Múnich

Other
- Evening Standard Award
- OBIE
- New York Drama Critics Circle Award
- American Academy of Arts and Letters Award
- Whiting Writers Fellowship
- Lila Wallace/Reader's Digest Fellowship
- National Foundation of Jewish Culture, Cultural Achievement award

## Para más información
- Contemporary Literary Criticism, Gale (Detroit), Volume 81, 1994.
- Bloom, Harold, ed., Tony Kushner, New York, Chelsea House, 2005.
- Brask, Anne, ed., "Ride on the Moon", Chicago, Randomhouse, 1990.
- Brask, Per K., ed., Essays on Kushner’s Angels, Winnipeg, Blizzard Publishing, 1995.
- Dickinson, Peter, "Travels With Tony Kushner and David Beckham, 2002-2004", in Theatre Journal, 57.3, 2005, pp. 229-50
- Fisher, James, The Theater of Tony Kushner, London, Routledge, 2002.
- Fisher, James, ed., Tony Kushner. New Essays on the Art and Politics of His Plays, London, McFarland & Company, 2006.
- Geis, Deborah R., and Steven F. Kruger, Approaching the Millennium: Essays on Angels in America, University of Michigan Press, 1997.
- Klüßendorf, Ricarda, "The Great Work Begins". Tony Kushner's Theater for Change in America, Trier, WVT, 2007.
- Lioi, Anthony, "The Great Work Begins: Theater as Theurgy in Angels in America", in CrossCurrents, Fall 2004, Vol. 54, No 3
- Solty, Ingar, "Tony Kushners amerikanischer Engel der Geschichte", in Das Argument 265, 2/2006, pp. 209-24  Archivado el 3 de diciembre de 2007 en Wayback Machine.